# Caylusea abyssinica
Caylusea abyssinica är en resedaväxtart som först beskrevs av Fres., och fick sitt nu gällande namn av Fisch. och Mey. Caylusea abyssinica ingår i släktet Caylusea och familjen resedaväxter. Inga underarter finns listade i Catalogue of Life.